# Toxicodendron delavayi
Toxicodendron delavayi är en sumakväxtart som först beskrevs av Adrien René Franchet, och fick sitt nu gällande namn av Fred Alexander Barkley. Toxicodendron delavayi ingår i släktet Toxicodendron och familjen sumakväxter.

## Underarter
Arten delas in i följande underarter:
- T. d. angustifolium
- T. d. quinquejugum